# 後藤新平
後藤新平（日语：／ Gotō Shinpei */?，1857年7月24日—1929年4月13日），號棲霞。日本醫師、政治家，東山道陸奧國膽澤郡鹽竈村（今岩手縣奧州市水澤）人，曾任臺灣總督府民政長官（時任總督為兒玉源太郎）、南滿鐵道總裁、遞信大臣、外務大臣、東京市長、內務大臣、帝都復興院總裁。

## 早年
1857年7月24日，後藤新平出生於日本陸奥國胆澤郡塩釜村（今岩手縣奥州市水澤區）一武士之家，父親十右衛門，在仙台藩水澤館主伊達將監門下當侍衛長，明治維新後歸家務農。後藤新平年幼時給膽澤大參事安場保和當書僮，工作之餘，勤學不倦。
1871年，後藤到東京去求學，不得志而歸。1874年，安場保和任福島縣縣長時，進入福島縣須賀川醫學校學習後取得醫師資格，畢業後歷任愛知縣病院醫師、院長兼愛知醫學校校長。1883年任內務省衛生局技師，1890年赴德國留學，得到醫學博士學位。

## 青年時期
1876年，適逢安場保和任愛知縣縣長，邀請他去名古屋醫學校當教師，隨後到愛知縣醫院出任三等醫師。西南戰爭時任陸軍臨時醫院醫師，到大阪去護理傷病兵員。1882年，25歲的後藤出任愛知醫學校校長及病院院長。
根據有關資料描述，當時西醫雖然是奇缺，但後藤的提升速度也著實地讓人吃驚。其原因有兩點：一是他醫術高明精湛，有讓人敬佩之處；二是他處世狡黠，善於投機，左右逢源  。比如，1882年4月，自由党總理板垣退助在岐阜縣遇刺，根據電邀，他想前去診治，當和愛知縣府方面商榷時，縣府方面不同意，於是他決心犧牲自己的前途，立即前往岐阜醫治，板垣退助看他言語行動與眾不同，對旁人說：“新平是個非凡人物，不當政治家實屬可惜。”正是基於這一點，1883年1月，安場保和將女兒嫁給了後藤。
後藤鑒於當時社會一般衛生知識思想幼稚，感到有設立衛生局的必要，在1889年發表了《國家衛生原理》，主題思想除了談論衛生工作，字裡行間中已顯露出治國的韜略。此後不久內務省設立衛生局時，受局長長興専齋推薦任內務部技師。1890年被派往德國學習兩年。
1892年11月，任內務部衛生局局長，他就在其躊躇滿志之時卻因“相馬家內訌”案（相馬事件）的牽連，不僅被迫丟掉了局長的位子，而且還被關進了監獄 ，半年後，真相大白而出獄。
後藤新平並未因此次挫折和打擊而沉淪。1894年中日甲午戰爭爆發，軍醫總監黑石忠憨推薦他到明治天皇所在的廣島大本營工作，直到戰後簽訂和約，後藤建議檢疫是當前的緊急任務，於1895年4月任陸軍檢疫事務官長。時任陸軍次官的兒玉源太郎看到他非常勤奮努力工作，把他記在心中，同年9月重任衛生局長，再任2年半，致力於內務行政及衛生設備的革新改善，與北里柴三郎共同創立了預防傳染病研究所。

## 台灣民政長官
1898年2月26日，首相伊藤博文任命兒玉源太郎為第4任台灣總督，並任命後藤新平為民政長官，以作為兒玉源太郎的得力助手。兩人於該日正式走馬上任。
兒玉源太郎重用後藤新平，後藤新平也對兒玉源太郎畢恭畢敬，所以兩人合作非常融洽。兒玉源太郎曾數次因為要擔任其他職位，向日本政府推薦後藤新平擔任台灣總督，但是按照日本當時的內規，台灣總督必須是將領，兒玉源太郎甚至想要建議日本政府取消這個規定，可是都被後藤新平婉辭了。
在其科学调研，重塑基建，改善民生的策略下，台湾面貌有了很大飞跃。今天的縱貫鐵路，絕大部分就是在後藤新平的任內所完成的。在台灣林業史上曾經扮演重要角色的阿里山森林鐵路，也是後藤新平主導興建的。到了1904年，台灣財政已可完全自主，無須日本中央政府再行補貼，甚至一些公共建設還比日本內地還要先進，例如當時的台北地下水道覆蓋率是亞洲第一。

### 台灣本地调研
接任民政長官之後，後藤秉持「生物學原則」，開始大規模地進行的調查與建設。後藤曾說：「殖民地行政計畫，在目前科學進步之下，必須根據生物學的原則，也就是要發展農業、工業、衛生、教育、交通、警察。如果以上各項能夠完成，我們就可以在生存競爭中獲得保全及勝利。」
後藤新平在臺灣總督府民政長官任內，進行土地調查、戶口普查及風俗習慣調查，推展生物學的殖民政策，促進科學、農業、工業、衛生、教育、交通與治安警察等發展，並收編反日份子，攏絡臺灣的門閥士紳，奠定日本在台灣往後的統治基礎。

#### 台湾旧习惯调查
舊慣調查為臺灣的文化、風俗、民情和律法留下重要的紀錄；而土地及戶口調查的全面與精確，不但成為日本殖民統治與建設的重要基礎，其影響甚至延續到戰後國民政府在臺的施政。
後藤新平上任後，檢討以前日本的統治政策，發現有一些缺失。首先後藤研究出清朝並沒有嚴厲的管束臺灣制度，臺灣人的地方仕紳於是各自為政，自治非常發達。這種自治是一種習慣法，然而日本統治者卻輕易破壞這個自治制度，想要引進新的文明、新的法令，臺灣人根本聽不下去，難措手足，這就是失敗的根源。今後的方針，應該恢復舊習慣，總督府只站在監督者的立場，只有發現弊害時，才逐漸改善，這樣的行政就事半功倍。當時大多數日本人認為日本文明而台灣野蠻的歧視政策，後藤新平則是少數認識到台灣舊習慣想法的人。
後藤新平為了徹底了解台灣舊習慣，首先他展開大規模調查。1900年，後藤新平聘請京都帝國大學教授岡松參太郎，於1901年成立臨時台灣舊習慣調查會，後藤新平自己擔任會長。1903年，京都帝國大學教授織田萬加入調查會。途中，織田萬對調查的對象太龐大、複雜，而有些氣餒，後藤新平勉勵他說：「這是為了世界文化，而且只有日本人能做。」

#### 城市规划及改善基建
後藤對臺灣的建設始於醫療和衛生的改善。1895年，他受聘擔任臺灣總督府衛生顧問時，当时的台湾，卫生状况非常恶劣，甚至被清政府视为『恶疫之地』。日本來台工作者對台灣的氣候、環境有諸多不適應，於是他著手規劃關於日本人居住地的衛生、自來水和下水道等建設。
后藤新平决定在各个城市建设排水设施和进行城市规划，1896年8月，经后藤邀请，英国人威廉·K·巴尔顿（William Kinnimand Burton）赴台，对台湾排水系统进行调研，1897年4月，台湾各地开始进行市政改造工程。1898年台湾总督府内设立台北市区改正委员会，城市规划方案的起草也随即开始，1905年方案通过。后藤新平在台期间，未受任何干涉，独自领导实施了台北市区改正、自来水-排水管道铺设、铁路建设、港口建设、公共建筑等一系列基础设施建设。

#### 道路、鐵路、港灣改善
日本接收台灣之初，幾乎沒有像樣的道路。村落與村落之間，村落與市街之間，可能只有30公分寬的小路。在後藤新平主持下，台灣建築了1.8公尺寬的道路5千5百公里，超過1.8公尺寬的道路2千9百公里，超過5.4公尺寬的道路8百公里，超過7.2公尺寬的道路80公里。
鐵路方面，在清朝統治期間，從1887年起花了7年鋪設從基隆到新竹約100公里的鐵路。但是品質不佳，橋是木造，稍為有些轉彎的地方，旅客必須下車一起推火車。日本接收台灣後，民間成立台灣鐵路公司，計劃興建台灣縱貫鐵路。後藤新平上任後，主張鐵路國有，並且認為台灣鐵路的1千萬日圓興建計畫不夠，應該追加到3千萬日圓。後藤新平成立台灣鐵路部，自己擔任部長。1908年，台灣縱貫鐵路完成，比當初預定的還要提早兩年。
後藤新平實施的港灣政策是建設基隆港與充實衛生設備。尤其是後者，是後藤新平非常重視的項目。台灣當時有許多傳染病，甚至曾經因鼠疫而死了4500人。充實衛生設備最大的重點是建設上下水道。日本剛開始統治台灣時，軍用水道只有基隆與淡水兩處，後來在後藤新平積極推動下，台灣的上下水道比日本國內還要早完成。竹越與三郎於1904年第一次訪問台灣時，驚訝地說：「我所看到的台灣首府，純然是歐洲風的清潔宏闊市街，道路好像東京的道路，甚至比東京的道路還漂亮，步道與車道之間，鋪有水泥，下面有下水道，讓雨水和汙水可以排放。」

#### 建立製糖產業
在產業上，後藤新平選定了在臺灣原本就有基礎的糖業，引進新式製糖技術、經營模式及大量資本，促使臺灣糖業發展，以其產量能達到日本殖民母國的需求。為了將台灣的木材、稻米、蔗糖與礦產能有效的輸回母國，其在台大力推動鐵路、海港和公路等交通建設，現今的縱貫鐵路絕大部分就是在其任內所完成，在臺灣林業史上曾經扮演重要角色的阿里山森林鐵路亦是由後藤新平主導興建。
後藤新平從美國聘請新渡戶稻造擔任台灣的殖產局長。新渡戶稻造一上任，就前往爪哇考察砂糖產業，回來之後，他對後藤新平說，先讓他了解一下台灣的現況再寫報告書。後藤新平說：「不必先了解一下台灣的現況，在你還未了解台灣的現況之前，寫報告書。要是等你了解台灣的現況，說不定你就寫不出來。不如就你在爪哇所看到的寫心得就好。」不久，新渡戶稻造提出「糖業改良意見書」，根據這份意見書，後藤新平開始改良甘蔗品種、改善耕作方法（特別是獎勵施肥）。在一般傳統社會，要農民採取新方法不是一件容易的事，後藤新平便用補助金方式來「利誘」。新品種和新耕作方法不久就普及開來，甘蔗的生產量大增。接著是製糖工廠的現代化與大規模化。1900年砂糖產量為3萬噸，到兒玉、後藤時代終期為6萬噸，到1937年為100萬噸，二次大戰期間最多為160萬噸，台灣已經不是日本的負擔，而是日本的金雞母。

### 廢除「三段警備法」
後藤新平面臨的最大問題還是抗日游擊隊。在乃木希典時代，對抗日游擊隊採取的策略是「三段警備法」，在抗日游擊隊出沒的地區，由軍隊與憲兵管轄。在平地與市街地，由警察管轄。介於中間的地區，則由警察與憲兵協力管轄。
這個「三段警備法」表面上看起來很合理，其實非常不合理。因為軍隊與警察，不但指揮系統不同，想法也南轅北轍，甚至經常感情不合。警察管理的地方問題不大，而對滲透到住民之中的游擊隊，正規政府人員根本無用武之地。軍隊一聽到游擊隊出現，趕過去時，游擊隊早已消失。於是軍隊開始懷疑當地住民，而難免施行暴力，反而遭來民眾恨意。
從此，後藤新平與兒玉源太郎看出其中缺點，決定廢除「三段警備法」，他們決定讓警察負起治安全責，後藤新平對軍隊演講說：「你們的職務是在治理台灣，不是在征討台灣！」，但其在任期间，也以“土匪”名义处决占台湾总人口百分之一的台湾人。
後藤新平的策略是讓警察深入民眾，孤立游擊隊，並且對游擊隊招降。後藤鑑於台灣義民抗日活動頻繁，便把乃木希典總督試行的「土匪招降策」在全台各地推行，但較具爭議的是他也對抗日分子毫不手軟，特別是在招降抗日分子後還是進行槍決，最著名的是1902年（明治三十五）4月25日，在斗六、林圯埔、崁頭厝、西螺、他里霧、內林等「歸順式場」中，將被誘降而來的「歸順匪徒」全部屠殺。當天日本政府以自導自演的騷動為藉口，在儀式會場上「臨機處置」或其他方式「斷然處置」的，當場擊斃200多名台灣人。據後藤新平在所著的《日本殖民政策一斑》中自承死亡數，「叛徒多達一萬一千九百五十人」。經歷此全台大獵捕後，到了1902年，幾乎已經看不到抗日游擊隊的蹤影。

### 鴉片問題
|  | 世人有認台灣已經成功，這只是單獨看到台灣財政的獨立，而忘了其他。台灣財政的獨立，實因當初關於帝國殖民地統治的輿論甚為險惡，為了對付這一情勢而取的應急辦法；至其必然因此而生的弊害，不但不能讓外國知道，亦不能讓台灣新附人民知道。 |

上述可知，除了抗日游擊隊的問題之外，作為政府財源的鴉片也是一大矛盾問題。日本國內很多人主張應該長痛不如短痛，趕緊嚴禁並另尋財源，可是後藤新平認為應該採取逐漸禁止。原因在於：
1. 認為日本人不易染上鴉片，只會危害台灣人，不會危害日本人。
2. 當時沒有低痛苦的戒癮療法，怕成癮者受不了。
3. 鴉片專賣收入很高，幫助台灣財政獨立。或投入到軍隊花費，減少抗日人士及匪徒的實力。

他的鴉片漸禁政策是：

1. 鴉片由殖民政府專賣，殖民政府在各地指定專門藥店，只有在這裡才能買到藥用鴉片。
2. 由醫生診斷確定為鴉片中毒者，發給証明，持此証明可以買到鴉片。
3. 鴉片課以高稅。

或有論者以為，在後藤新平的政策下，1900年台灣的鴉片中毒者為16萬9千人，17年後，減少到6萬2千人，1928年，減少到2萬6千人，是後藤新平的漸禁策略獲得成功。實際上，後藤新平的鴉片漸禁政策以獲得鴉片暴利為優先考量，用簡單可行的方式管理吸食鴉片的人口為次，幾十年後鴉片吸食人口的大量減少，和鴉片漸禁政策其實關係不大。鴉片人口的減少原因如下：

1. 杜聰明等人發明新的戒癮方法，戒癮時低痛苦；在此之前，鴉片成癮者的自然死亡是使用率下降的主因。
2. 日本人教育成功，讓臺灣人知道鴉片之害，且臺灣人現代意識覺醒（日治初期，日方一直強調會允許已成癮者繼續使用，以減少反日情緒；但也在學校向臺灣人宣傳鴉片危害，因而受到國際肯定)。
3. 台灣上流社會及知識份子態度丕變：本來吸鴉片是台灣高級社交場所的日常景象，反而是日本警察經常在這種社交場所找麻煩、阻止未成癮者進入這種場所；但在1929年左右，台灣知識份子及上流社會突然轉向、要求總督府加強戒癮輔導。
4. 醫學進步，鴉片可以提煉藥用嗎啡，而且日本在二戰時需要大量藥用嗎啡。
5. 鴉片收入佔總督府收入銳減，停售鴉片也不會造成財政問題。

綜上所述，後藤新平在鴉片政策上的成功乃是對於台灣財政獨立的扶持之功，並以之支持日軍鎮壓抗日分子的費用，如何幫助鴉片成癮的台灣人戒除毒品並非後藤新平考量的要點。

### 土地調查
在解決完抗日游擊隊和鴉片兩個問題後，後藤新平接著進行土地調查，目的將清政府時期台灣的隱田清理出來，以便為臺灣總督府增加稅收，而有不實記載的，更可以收歸臺灣總督府所有。台灣的土地所有權非常複雜，有大租戶（墾首）、小租戶（墾戶）、佃農（佃戶），而且有許多隱田。1885年，清朝新任巡撫劉銘傳曾經想要測量全島農田，卻招致台灣民眾的反抗，甚至引起暴亂，結果失敗。
1898年，後藤新平設立臨時台灣土地調查局，自己擔任局長。後藤新平對手下再三交代，進行土地測量時要尊重當地人的感情，要尊重他們的祖墳。1904年，土地調查告一段落，台灣總督府並以公債向大租戶強換農田，使得臺灣總督府成為台灣最大地主，增加後來稻米、蔗糖的輸日，其規模經濟更讓小租戶與佃農無法與殖民政府競爭而達到經濟控制的手段。經過這番土地調查，發現許多隱田，結果實際農田是以往的1.7倍，這些隱田主要是清政府於台灣採取番漢分治所形成的結果。
1904年，日本基督徒竹越與三郎（1865－1950）目睹後藤新平的詳細土地調查，感嘆說：「與這個相比，日本在明治七年實施的地租改革簡直是兒戲！」

## 滿鐵總裁
1905年日本與俄羅斯簽訂樸茨茅斯條約結束日俄戰爭，日本獲得大連、旅順的租借權，以及長春至大連的鐵路權，並設立關東都督府由軍部控制鐵路。當時後藤新平曾撰寫《滿洲經營概梗》，文中提出：「戰後經營滿洲的唯一要訣，就是陽以經營鐵路為假面，陰則實施百般之設施。」
為了加速滿洲地方開拓的速度，日本內閣在1906年決定成立半官半民股權的「南滿洲鐵路公司」，而後藤也被兒玉源太郎(時任滿洲經營委員會委員長)舉薦為首任總裁。起先後藤並未答應，一來當時後藤對於轉往朝鮮半島服務的興趣較大，二來是當時滿洲境內的勢力錯綜複雜，光是日本方面內部又分成關東軍、遞信省、外務省等，且彼此間溝通協調不暢，時常相互制肘，後藤因此無意淌渾水。
1906年7月23日，兒玉源太郎突然因腦溢血病逝東京，後藤得知訊息後，為報兒玉的知遇之恩，於同年8月1日答應就任滿鐵總裁，並參與滿鐵的籌設。1906年11月26日滿鐵公司成立，後藤新平也同日就任滿鐵公司的首任總裁。

### 大連中心主義與十年計劃
後藤新平在滿洲的施政措施以鐵路為核心向外擴散，預計用十年的時間以交通向外擴散至礦業、電力、旅館、倉儲等事業，並全力發展位處遼東半島南端的大連地區。起先滿洲的交通樞紐位處營口，其位於遼河出海口的地位使此地在清末時就成為東亞乃至歐美商賈的聚集地。後藤認為，營口在冬季會因海面結冰而無法作業，但大連則是不凍港，且就處在南滿鐵路線上，長遠而言大連才有未來性。
為了扶持大連的發展，後藤著手進行鐵路的雙軌化工程以提升陸路運力，又開航神戶至大連的定期航運，同時將奉天以北至營口、大連的鐵路運費定為同額，大連位處營口南方220公里，許多廠商為節省運費和時間紛紛轉往大連貿易，此計畫大獲成功，大連港的貿易額也從1907年的兩千萬日圓躍升至1916年的一億四千七佰萬日圓，取代營口成為滿洲經貿中心。

## 遞信大臣
1908年7月，第二次桂太郎內閣成立，後藤新平也被延攬加入，擔任主掌郵政通信的遞信大臣。後藤願意轉任的主要原因是滿鐵的管轄權。原先滿鐵公司由外務省管理，後來被轉為遞信省所轄，後藤因此認為轉任遞信大臣除了提升自身影響力，亦可使其仍能掌控滿鐵公司，繼續推動滿鐵發展，從而答應桂太郎的組閣邀約。

### 推動電力普及
後藤新平運用在台灣擔任民政長官的經驗，先針對當時日本本土電力運用的情形進行調查，分析若要提升日本的電力使用，必須克服法規制度、電力產量與電力價格等三項困難。為克服此劣勢，後藤先是在1911年主導通過《電氣事業法》，以法規規定電力使用的規範、規格與管理辦法，又興建大型水庫與日本國內的高壓電線路，確保供電的穩定，並以推動電氣化輕軌、鐵路與優惠電價的方式增加大眾的使用。

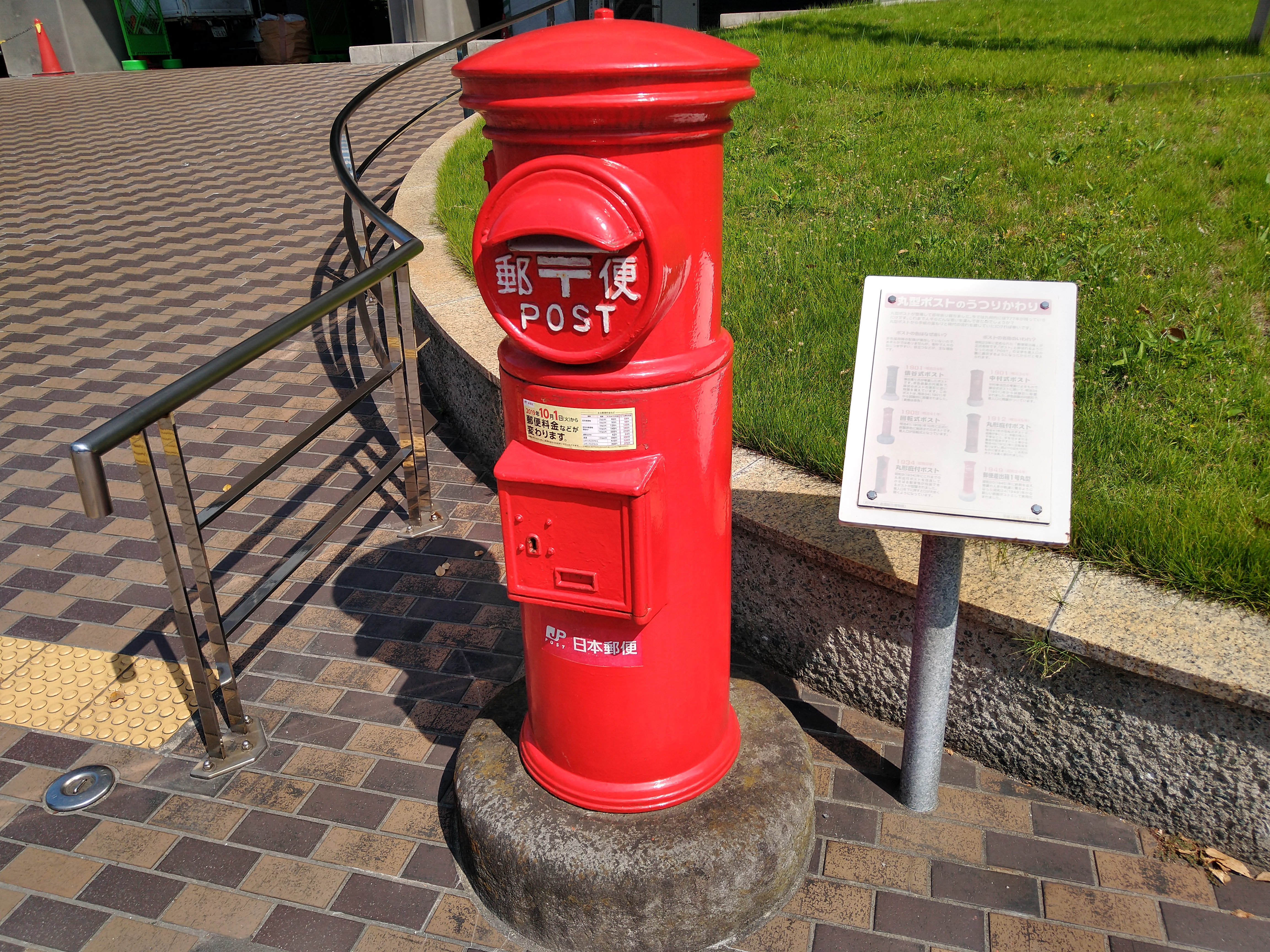
日本郵政使用之紅色郵筒，原為黑色木盒，在後藤擔任遞信大臣時改為金屬紅色郵筒的造型

### 郵政業務改革
雖然自明治維新後日本就建立了現代化郵政系統，但後藤認為日本郵政仍有使用率不足、業務效率低落等問題。後藤首先改良郵筒設計，將既有的黑色木盒改為金屬紅色筒的造型，增加辨識度，同時於全國廣設郵筒與郵局，並推出掛號信、限時郵件、存證信函等不同遞件模式，也在各郵局販售簡易的保險方案，促使郵局服務多元化。

### 兼任鐵道院總裁
1908年12月，原本隸屬於遞信省的鐵路局升格為鐵道院，成為總攬日本全國鐵路事務的內閣直屬機關，推動鐵路國有化和新鐵路線的建設。後藤新平本身支持鐵路國有化，也曾在台灣和滿洲有過興築、管理鐵路的經驗，自然被委任為第一任鐵道院總裁。

#### 鐵道事務改革
當時日本國內一共有17家不同的私鐵路線，鐵路的軌距、號誌、運行模式也各自為政，且各地方與高官利益參雜其中，國有化推動實屬艱難。後藤首先執行人事改革措施，下放權力給第一線服務的課長、股長，建立考核與績效制度，依照能力給予獎懲，三次大刀闊斧裁撤冗員精簡人力。另外為了確保鐵路政策不因為財政而受制於政客，以鐵道院名義獨立發行公債，達成財政自主和施政的靈活性。
後藤新平也建立鐵路工作者著制服的傳統，後藤認為制服不但可以減少員工的治裝問題，也能形塑整齊、團結的向心力，仿造軍服的設計也是希望可以帶來威武、專業的形象。後藤本人在視察鐵路事業時就時常身著鐵道院制服和配戴勳章，帶領部下第一線關心鐵道的發展和傾聽員工訴求，當時雖有報章雜誌調侃後藤此舉如同舊時的「大名」浮誇又好大喜功，但也因其事必躬親的態度而贏得下屬的敬重。

#### 東京下關間寬軌計畫
後藤在執行鐵路國有化的同時，也積極推動日本鐵道的軌制改革。後藤希望將主要幹線（後藤當時提出由東京到下關之間的路線）的鐵路軌距由當前使用的窄軌改為寬軌，除了可以提升速度與運量，更可以在日後透過興築海底隧道連通朝鮮半島，使日本與歐亞大陸連成一線。此計畫提出後即得到來自軍方的支持，但遭政友會等在野黨反對，認為日本至朝鮮間的海底隧道將花費巨資且工程艱鉅，貿然投資並不切實際，且窄軌較符合日本多山平原少的地理環境，更改軌距和新建更多支線比起來較不符實際效益，此計畫遂胎死腹中。

## 离开台湾后
1906年，后藤新平就任满铁总裁，开始致力于满洲地区的建设。1908年（明治41年），第二次桂太郎内阁期间，后藤新平被委任为遞信大臣，回到日本本土。

1917年（大正6年），后藤新平担任都市研究会会长。该团体由日本城市规划及相关知名学者、专家及政府官员组成。后藤直至去世一直担任会长职务。
1920年12月，后藤新平就任东京市长。1921年5月发布的《东京市政纲要》中，后藤为东京未来市政规划描绘了蓝图。其中包括教育、社会事业、自来水设施建设和港口建设等15个基础设施项目。同时给出了实施的预算：7.575亿日元，也因此该规划又被称为『八亿规划』，相当于当时东京政府年度预算15亿日元的一半，该计划甚至招来非议，有很多人质疑后藤在吹牛、说大话。
1923年9月1日的关东大地震让东京成为一片焦土，刚就任内务大臣的后藤新平在9月2日提出了东京复兴四条方针：
1. 否定迁都
2. 复兴费用预算30亿日元
3. 采用欧美最新城市规划方案
4. 为保证复兴计划顺利实施，要对私有土地进行严管，禁止投机获利

为了实施复兴计划，后藤新平筹划设立复兴省，最终以帝都复兴院的形式得以实现。

## 后世影响及評論

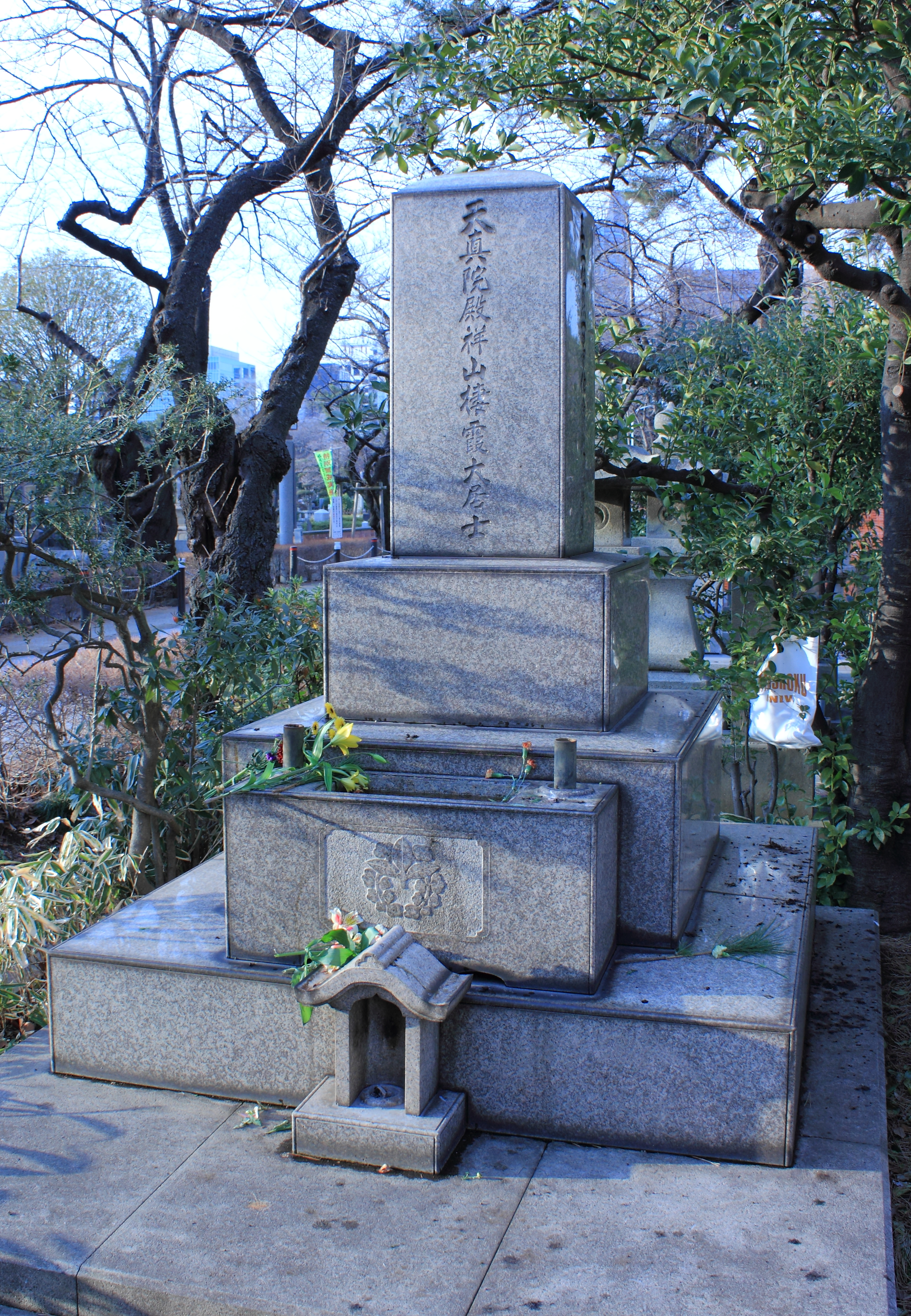
東京青山靈園的後藤新平墓

國立臺灣博物館內的後藤新平銅像收藏

原本是医生，并曾担任过卫生行政官员的后藤新平在甲午战争后参与了陆军的检疫工作，他的能力得到了儿玉源太郎的认可，后来后者前往台湾就任总督后，将其提拔为民政长官，并在台湾留下了不俗的政绩，直接改善了台湾的基础设施面貌，提升了台湾的经济实力并改善了民生。在满洲乃至日本本土基建上都留有卓有成效的政绩，后藤同样对满洲，尤其是新京（长春）的市政规划给出了重要的指导意见。后藤也被视为日本近代城市规划之父。
一直到晚年，后藤新平还经常对身边人讲：
|  | 建设殖民地，首先要考虑修建的是学校，其次是兴建寺庙，然后是医院，只有这样做才可以让移居过来的居民长治久安。 |

國立臺灣博物館入口大廳右邊一龕位原置放其銅雕像，目前已移除，改放於頂樓展覽廳與兒玉源太郎銅像一起展覽。

### 與孫中山與革命黨人之關係
1900年，義和團事件下的清朝對外關係惡化，時局糜爛，中國革命家孫中山計劃在廣東惠州起事反清，時臺灣總督兒玉源太郎贊同孫中山的革命計畫，於是兒玉總督命時任民政長官的後藤新平協助孫中山起事。後因日本內閣改組，第4次伊藤內閣反對介入中國內政，導致惠州起義人數不足而失敗。失敗後，1900年11月10日，孫中山化名「吳仲」，與後藤新平同行乘「橫濱丸」自基隆啟航到達日本避難。

### 戴國煇評論
1983年7月2日，臺灣歷史學家戴國煇於美國中西部夏令營的演講，舉了一個例子來直言臺灣獨立運動歌頌日本殖民統治政績的危險：
家叔唸了後藤新平所創立的臺北醫學校（後昇為臺北醫學專門學校），畢業後成為開業醫生並賺了大錢。在個人的情面上，家叔一家人或許該感謝後藤新平也說不定；但站在社會科學的立場、民族的尊嚴來言，絕沒有感謝後藤的道理。因為後藤在臺灣開辦醫學校的目的，不是在搞慈善事業，更不是為了臺灣島民的真正健康、福利來辦的；它的真正目的在於，為日本資本家準備健康的投資地，為資本家提供既健康又高效率的勞動力等，卻非靠臺灣人醫生不可。所以日本人治臺不久就開辦醫學校培養臺灣人的醫學人才，模仿英、法諸國在它的殖民地所行一樣。諸位若不相信我的話，請你們想像一下：「瘴癘之地」有何資本家肯前來投資？若殖民地的基層勞動力統統是病弱不堪者，要從何種人的勞動來榨取剩餘價值呢？我們有良知的臺灣人，不至於感謝日本人的統治，更不會再度邀請日本人來當統治民族重新光臨臺灣的。……
我盡力排除後藤新平治臺的神話。我說，難道後藤新平是「孫悟空」嗎？好！就讓你一萬步，我也來個肯定吧！那麼，為何日本政府不學後藤新平的一套在朝鮮半島來試一試？明治政府對外一直是相當團結、相當有其高效能的政府，為何日本人在朝鮮半島得不到你們所肯定的「成果」？我主張：殖民地是由殖民者與被殖民者合為一個整體的。每一個殖民地不但有其前史，另外還都具有其當為被殖民的「客體」的條件。我們臺灣島民雖被逼當了「客體」、飽嚐了不少的苦頭，但我們的父祖輩早在日本侵臺之前已在臺灣樹立了資本主義萌芽的基礎；不然，如何做合情合理的解釋，為何腐朽不堪的清朝會在「邊陲之地」的臺灣敷設鐵路、搞了劉銘傳的新政？我向學界，我向我自己的同胞、尤其被日本人的價值觀念體系迷了心靈的臺灣知識界，提出了問題、投了一個小小的「炸彈」。

### 黃旺成與「治臺三策」
在後藤新平因為擔任南滿洲鐵道株式會社總裁一職而於1906年11月離開臺灣的二十年後，1927年2月20日，署名「菊仙」的《臺灣民報》記者黃旺成，即在《臺灣民報》上刊出一篇題為〈後藤新平氏的「治臺三策」〉的評論文章。黃在該文中認為，後藤在過去擔任臺灣總督府民政長官一職時，「從臺灣人的性質上發見了三條的弱点」，因此後藤「定了治臺的三策」。它的內容如下：
（一）臺灣人怕死——要用高壓的手段威嚇的。
（二）臺灣人愛錢——可以用小利誘惑的。
（三）臺灣人重面子——可以用虛名籠絡的。
黃旺成亦認為「歷代的總督雖然都沒有明白地聲明過治臺的政策，而暗地下都是把後藤新平氏治臺三策，當做鉄板不易的金科玉律看的。」這出現於1927年2月的「黃旺成認為後藤新平定有『治臺三策』」的論點，在後來即衍生成一類去評斷臺灣人性質的論點——「怕死、貪財、愛作官」或「怕死、愛錢、愛面子」。該類論點認為，後藤採用「糖飴與鞭」的兩手策略，一方面以嚴刑峻法對待臺灣異議人士，另一方面則致力於治理臺灣。認同該類源自於1927年黃去評論後藤在1898年至1906年間治理臺灣時的文章的論點者，不乏其人。然而，在實際上並無其它的證據能夠證明後藤有制定出黃筆下的「治臺三策」。

關於後藤新平的「治臺三策」之考證，學者陳君愷認為「治臺三策」為歷史傳聞；學者薛化元則是認為「治臺三策」應是後人追溯歷史的評論。另外，位於日本岩手縣奧州市的後藤新平紀念館指出，該紀念館的研究員未曾在任何文獻中見過有關後藤的「治臺三策」的文獻或紀錄。後藤僅提出過所謂的「自治三訣」。不過它在內容上同「治臺三策」相比較，則是有著極大的差異。

## 歷任
- 臺灣總督府衛生顧問（1896年）

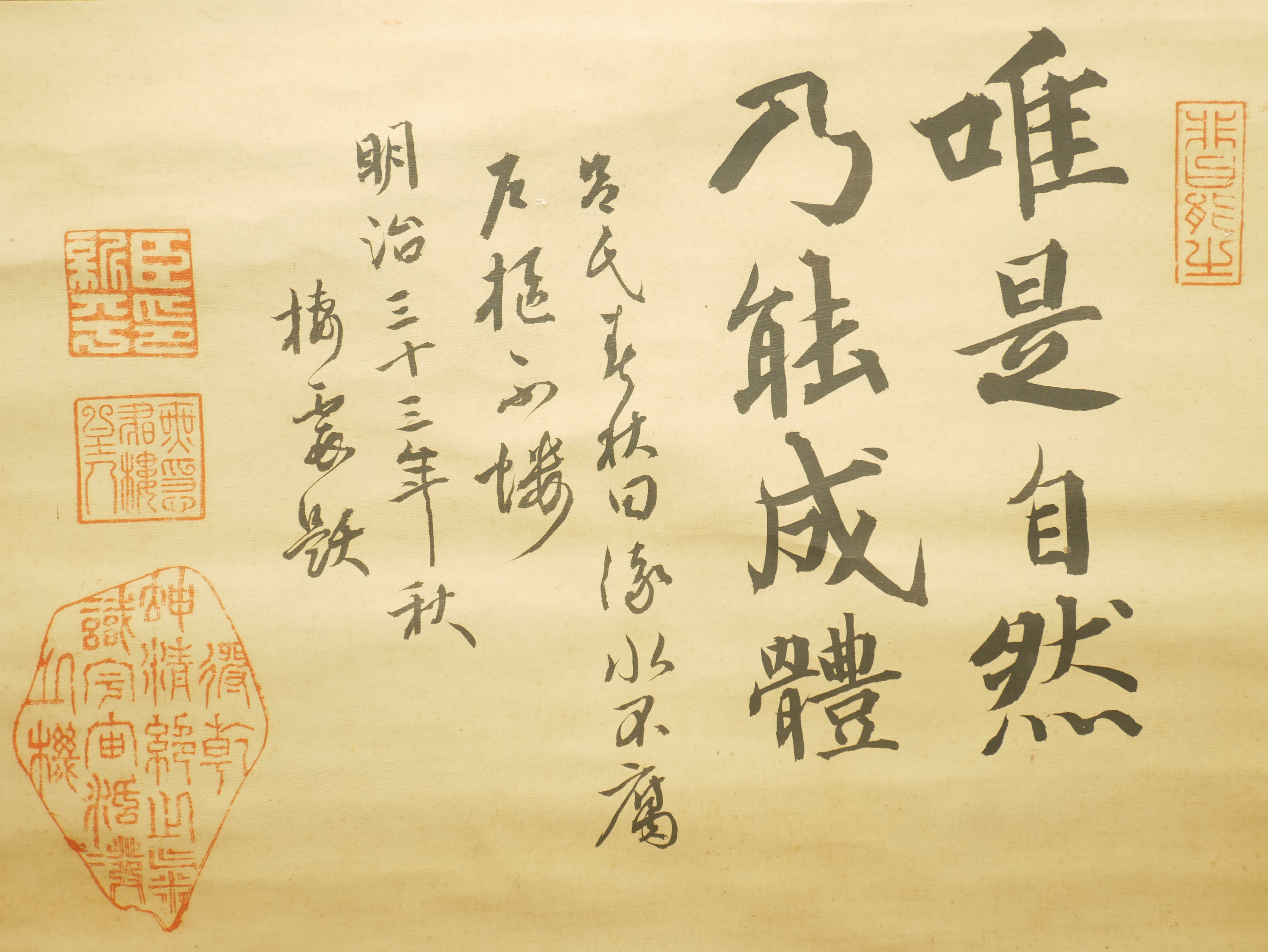
後藤新平（棲霞）題〈解纏足紀念畫〉（國立臺灣博物館藏）

- 臺灣總督府民政長官（1898年－1906年）
- 南滿洲鐵道株式會社首任總裁（1906年－1908年）
- 遞信大臣（1908年－1911年、1912年－1913年）
- 內閣鐵道院總裁（1908年－1911年）
- 內務大臣（1916年－1918年、1923年－1924年）
- 外務大臣（1918年）
- 拓殖大學校長（1919年－1929年）
- 東京市長（1920年－1923年）
- 帝都復興院總裁（1923年）
- 東京放送局首任總裁（1924年）

## 著作
- 《海水功用論 附海濱療法》（1882年）
- 《国家衛生原理》（1889年）
- 《日本膨脹論》（通俗大學會1916年2月出版）
- 《日本殖民政策一斑》（拓殖新報社1921年初版）
- 《帝都復興與建築資料》（東京放送局放送講演集，1923年）[17]
- 《政治的倫理化》（1926年）

## 譜系
| 後藤實仁 | 後藤實仁 | 後藤實仁 | 後藤實仁 | 後藤實仁 | 後藤實仁 |          |          | 坂野長安      | 坂野長安      | 坂野長安      | 坂野長安      | 坂野長安      | 坂野長安      |          |          |  |  | 安場源右衛門  | 安場源右衛門  | 安場源右衛門  | 安場源右衛門  | 安場源右衛門  | 安場源右衛門  |  |  |          |          |          |          |          |          |  |  |        |        |        |        |        |        |  |  |          |          |          |          |          |          |  |  |        |        |        |        |        |        |
| 後藤實仁 | 後藤實仁 | 後藤實仁 | 後藤實仁 | 後藤實仁 | 後藤實仁 |          |          | 坂野長安      | 坂野長安      | 坂野長安      | 坂野長安      | 坂野長安      | 坂野長安      |          |          |  |  | 安場源右衛門  | 安場源右衛門  | 安場源右衛門  | 安場源右衛門  | 安場源右衛門  | 安場源右衛門  |  |  |          |          |          |          |          |          |  |  |        |        |        |        |        |        |  |  |          |          |          |          |          |          |  |  |        |        |        |        |        |        |
| 後藤實崇 | 後藤實崇 | 後藤實崇 | 後藤實崇 | 後藤實崇 | 後藤實崇 |          |          | 坂野利惠 長女 | 坂野利惠 長女 | 坂野利惠 長女 | 坂野利惠 長女 | 坂野利惠 長女 | 坂野利惠 長女 |          |          |  |  | 安場保和      | 安場保和      | 安場保和      | 安場保和      | 安場保和      | 安場保和      |  |  |          |          |          |          |          |          |  |  |        |        |        |        |        |        |  |  |          |          |          |          |          |          |  |  |        |        |        |        |        |        |
| 後藤實崇 | 後藤實崇 | 後藤實崇 | 後藤實崇 | 後藤實崇 | 後藤實崇 |          |          | 坂野利惠 長女 | 坂野利惠 長女 | 坂野利惠 長女 | 坂野利惠 長女 | 坂野利惠 長女 | 坂野利惠 長女 |          |          |  |  | 安場保和      | 安場保和      | 安場保和      | 安場保和      | 安場保和      | 安場保和      |  |  |          |          |          |          |          |          |  |  |        |        |        |        |        |        |  |  |          |          |          |          |          |          |  |  |        |        |        |        |        |        |
|          |          |          |          |          |          |          |          |               |               |               |               |               |               |          |          |  |  |               |               |               |               |               |               |  |  |          |          |          |          |          |          |  |  |        |        |        |        |        |        |  |  |          |          |          |          |          |          |  |  |        |        |        |        |        |        |
|          |          |          |          | 後藤新平 | 後藤新平 | 後藤新平 | 後藤新平 | 後藤新平      | 後藤新平      |               |               |               |               |          |          |  |  | 安場和子 次女 | 安場和子 次女 | 安場和子 次女 | 安場和子 次女 | 安場和子 次女 | 安場和子 次女 |  |  |          |          |          |          |          |          |  |  |        |        |        |        |        |        |  |  |          |          |          |          |          |          |  |  |        |        |        |        |        |        |
|          |          |          |          | 後藤新平 | 後藤新平 | 後藤新平 | 後藤新平 | 後藤新平      | 後藤新平      |               |               |               |               |          |          |  |  | 安場和子 次女 | 安場和子 次女 | 安場和子 次女 | 安場和子 次女 | 安場和子 次女 | 安場和子 次女 |  |  |          |          |          |          |          |          |  |  |        |        |        |        |        |        |  |  |          |          |          |          |          |          |  |  |        |        |        |        |        |        |
|          |          |          |          |          |          |          |          |               |               |               |               |               |               |          |          |  |  |               |               |               |               |               |               |  |  |          |          |          |          |          |          |  |  |        |        |        |        |        |        |  |  |          |          |          |          |          |          |  |  |        |        |        |        |        |        |
|          |          |          |          |          |          |          |          |               |               |               |               |               |               |          |          |  |  |               |               |               |               |               |               |  |  |          |          |          |          |          |          |  |  |        |        |        |        |        |        |  |  |          |          |          |          |          |          |  |  |        |        |        |        |        |        |
|          |          |          |          |          |          |          |          |               |               | 後藤一藏      | 後藤一藏      | 後藤一藏      | 後藤一藏      | 後藤一藏 | 後藤一藏 |  |  | 春子          | 春子          | 春子          | 春子          | 春子          | 春子          |  |  | 鶴見祐輔 | 鶴見祐輔 | 鶴見祐輔 | 鶴見祐輔 | 鶴見祐輔 | 鶴見祐輔 |  |  | 後藤愛 | 後藤愛 | 後藤愛 | 後藤愛 | 後藤愛 | 後藤愛 |  |  | 佐野彪太 | 佐野彪太 | 佐野彪太 | 佐野彪太 | 佐野彪太 | 佐野彪太 |  |  | 後藤靜 | 後藤靜 | 後藤靜 | 後藤靜 | 後藤靜 | 後藤靜 |
|          |          |          |          |          |          |          |          |               |               | 後藤一藏      | 後藤一藏      | 後藤一藏      | 後藤一藏      | 後藤一藏 | 後藤一藏 |  |  | 春子          | 春子          | 春子          | 春子          | 春子          | 春子          |  |  | 鶴見祐輔 | 鶴見祐輔 | 鶴見祐輔 | 鶴見祐輔 | 鶴見祐輔 | 鶴見祐輔 |  |  | 後藤愛 | 後藤愛 | 後藤愛 | 後藤愛 | 後藤愛 | 後藤愛 |  |  | 佐野彪太 | 佐野彪太 | 佐野彪太 | 佐野彪太 | 佐野彪太 | 佐野彪太 |  |  | 後藤靜 | 後藤靜 | 後藤靜 | 後藤靜 | 後藤靜 | 後藤靜 |

## 相關項目
- 台灣日治時期
- 台灣總督
- 日俄战争
- 甲午战争（日清戰爭）
- 東鄉平八郎
- 乃木希典
- 东条英机
- 兒玉源太郎
- 佐久間象山
- 東京都知事一覽
- 鶴見俊輔
- 後藤新平獎
- 鈴木商店（日语：鈴木商店）

## 備註
1. ↑   王勝利等主編:《大連近百年史人物》，遼寧人民出版社，1999年。
2. 1 2 3 4 5  呂理州. . 遠流人文歷史部落格. 2011-05-24  [2021-08-02]. （原始内容存档于2021-08-13）.
3. ↑  越泽明. . 社会科学文献出版社. 2011: 011. ISBN 9787509723340 （中文）.
4. ↑  .   [2021-09-19]. （原始内容存档于2021-12-04）.
5. 1 2 3 4 5 6 7 8 9  楊碧川. . 台北市: 一橋出版社. 1995. ISBN 957-99325-7-3.
6. 1 2 3 4 5 6 7  北岡伸一著 , 魏建雄譯. . 台北市: 臺灣商務. 2005. ISBN 9570519401.
7. ↑  鹤见佑辅. . 中公新书. 1988 （日语）.
8. ↑  益富政助. . 铁道青年会本部. 1929 （日语）.
9. ↑  . 國立臺灣博物館.   [2011-09-27]. （原始内容存档于2011-07-13） （中文（臺灣））.
10. ↑  戴國煇，〈研究台灣史的經驗談(2)〉 （页面存档备份，存于），夏潮聯合會。
11. ↑  戴國煇，〈研究台灣史的經驗談(3)〉 （页面存档备份，存于），夏潮聯合會。
12. 1 2  菊仙. . 《臺灣民報》 (第145號) (東京). 1927-02-20: 第14版 （中文）.
13. ↑  何來美. . 臺北: 聯經. 2017: 頁54 （中文）.
14. ↑  林佩欣. . 臺北: 五南. 2014: 頁108 （中文）.
15. ↑  林柏維. . 臺北: 秀威. 2007: 頁285 （中文）.
16. ↑  . 臺灣事實查核中心. 2021-05-12  [2022-10-02]. （原始内容存档于2022-10-06） （中文）.
17. ↑  .   [2013-12-15]. （原始内容存档于2016-03-04）.
18. ↑   (PDF).   [2009-04-11]. （原始内容 (PDF)存档于2021-11-06）.

## 相關資料
- 楊碧川著，《後藤新平傳：臺灣現代化奠基者》。台北市：一橋出版社，1996年初版，ISBN 957-99325-7-3。
- 信夫清三郎（日语：信夫清三郎）著，《後藤新平：科學的政治家的生涯》（後藤新平—科學的政治家の生涯）。東京都：博文館，1941年。
- 程大學、許錫專編譯，《日據初期之鴉片政策》。臺中：臺灣省文獻委員會，1978年。
- 北岡伸一著，魏建雄譯，《後藤新平傳：外交與卓見》（後藤新平――外交とヴィジョン）。台北市：台灣商務印書館，2005年4月初版，ISBN 957-05-1940-1。
- 鶴見祐輔著，《後藤新平》（後藤新平）。全4卷，東京都：勁草書房，1965至1967年。

| 官衔                                           | 官衔                                                                                               | 官衔                                               |
| ---------------------------------------------- | -------------------------------------------------------------------------------------------------- | -------------------------------------------------- |
| 內閣                                           | |                                                    |
| 前任： 職位創建                                | 帝都復興院總裁 1923年9月27日－1924年1月7日                                                         | 繼任： 水野鍊太郎                                  |
| 前任： 添田壽一 原敬 職位創建                  | 鐵道院總裁 1916年10月9日－1918年4月23日 1912年12月21日－1913年2月20日 1908年12月5日－1911年8月30日 | 繼任： 中村是公 床次竹二郎 原敬                    |
| 前任： 元田肇                                  | 拓殖局總裁 1906年11月13日－1908年7月14日                                                           | 繼任： 元田肇                                      |
| 內務省                                         | |                                                    |
| 前任： 水野鍊太郎 一木喜德郎                   | 內務大臣 1923年9月2日－1924年1月7日 1916年10月9日－1918年4月23日                                   | 繼任： 水野鍊太郎                                  |
| 東京市役所                                     | |                                                    |
| 前任： 無（上一相同頭銜： 田尻稻次郎）         | 市長 1920年12月17日－1923年4月27日                                                                 | 繼任： 無（下一相同頭銜： 永田秀次郎）             |
| 外務省                                         | |                                                    |
| 前任： 本野一郎                                | 外務大臣 1918年4月23日－1918年9月29日                                                              | 繼任： 內田康哉                                    |
| 遞信省                                         | |                                                    |
| 前任： 林董 堀田正養                           | 遞信大臣 1912年12月21日－1913年2月20日 1908年7月14日－1911年8月30日                                | 繼任： 元田肇 林董                                 |
| 臺灣總督府                                     | |                                                    |
| 前任： 職位創建                                | 臨時臺灣戶口調查部長 1905年5月29日－1906年11月13日                                                 | 繼任： 祝辰巳                                      |
| 前任： 職位創建                                | 臨時台灣舊慣調查會長 1901年10月25日－1906年11月13日                                                | 繼任： 祝辰巳                                      |
| 前任： 職位創建                                | 專賣局長 1901年6月1日－1902年11月18日                                                              | 繼任： 祝辰巳                                      |
| 前任： 職位創建                                | 鐵道部長 1899年11月8日－1906年11月13日                                                             | 繼任： 長谷川謹介                                  |
| 前任： 職位創建                                | 臨時臺灣土地調查局長 1898年8月31日－1902年11月18日                                                 | 繼任： 中村是公                                    |
| 前任： 職位創建（原因： 由民政部民政局長改制） | 民政部民政長官 1898年6月20日－1906年11月13日                                                       | 繼任： 祝辰巳                                      |
| 前任： 曾根靜夫                                | 民政部民政局長 1898年3月2日－1898年6月20日                                                         | 繼任： 職位廢止（原因： 改制為民政部民政長官）     |
| 議會席位                                       | |                                                    |
| 貴族院                                         | |                                                    |
| 議員（敕選） 1903年11月20日－1929年4月13日     | |                                                    |
| 其他職務                                       | |                                                    |
| 社團法人東京放送局                             | |                                                    |
| 前任： 職位創建                                | 總裁 1924年11月29日－1926年8月20日                                                                 | 繼任： 職位廢止（原因： 併入社團法人日本放送協會） |
| 南滿洲鐵道株式會社                             | |                                                    |
| 前任： 職位創建                                | 總裁 1906年11月13日－1908年7月14日                                                                 | 繼任： 無（下一相同頭銜： 中村是公）               |
| 貴族爵位和頭銜                                 | |                                                    |
| 後藤（新平）伯爵家                             | |                                                    |
| 前任： 陞爵                                    | 1928年11月10日－1929年4月13日                                                                      | 繼任： 後藤一藏                                    |
| 後藤（新平）子爵家                             | |                                                    |
| 前任： 陞爵                                    | 1922年9月25日－1928年11月10日                                                                      | 繼任： 陞爵                                        |
| 後藤（新平）男爵家                             | |                                                    |
| 前任： 敘爵                                    | 1906年4月11日－1922年9月25日                                                                       | 繼任： 陞爵                                        |